# فهرس المجرات الموروفولوجي
فهرس المجرات الموروفولوجي (ب[] خطأ: {{اللغة-؟؟}}: لا نص (مساعدة)) أو Morfologiceskij Katalog Galaktik بالروسية. وهو فهرس فلكي روسي للمجرات يفرس 30642 مجرة . قام بجمعه كل من بوريس فورونتسوف وفيي بي. آرخيبوفا.
الفهرس مرتكز على مسح مرصد بالومار للسماء (POSS). 29.000 مجرة في الفهرس تقع شمال الميل -30 ° وكان الهدف الأصلي من الفهرس ان يكون جامعا لكل المجرات الأكثر إشراقا من القدر 15.1، ولكن يسرد الفهرس النهائي العديد من الاجسام الأكثر خفوتا . نشر الفهرس في خمسة أجزاء (فصول) بين عامي 1962 و 1974،, الفصل النهائي يحتوي عدد معين من المجرات فاق قدرها . 15